# Hemoglobina corpuscular media

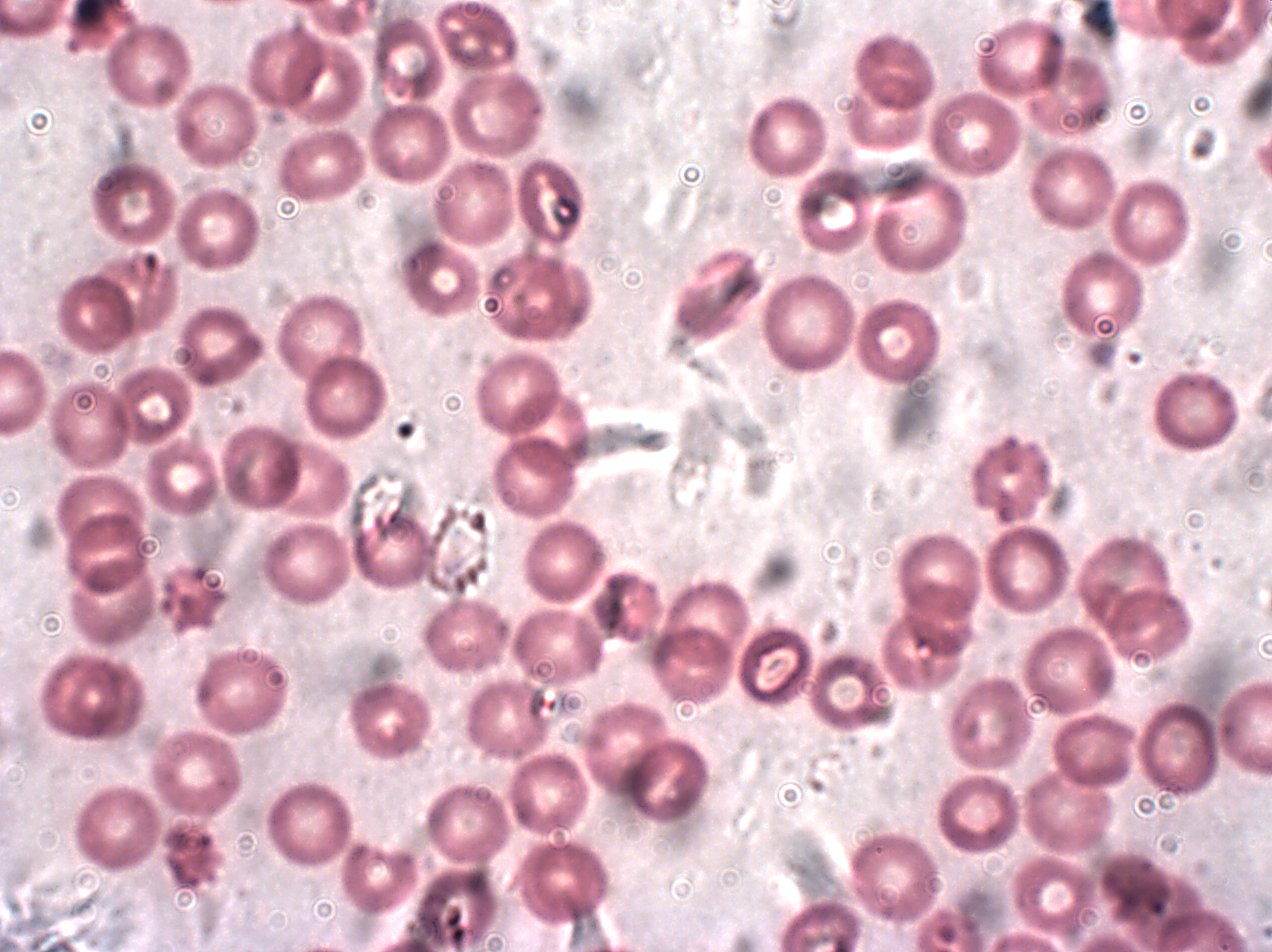
Glóbulos rojos normales vistos al microscopio, ampliados 1000x.

La hemoglobina corpuscular media o hemoglobina celular media (HCM) es una medida de la masa de la hemoglobina contenida en un glóbulo rojo. Se reporta como parte de un conteo completo de sangre estándar. Está disminuida en anemias hipocrómicas y normal en anemias normocrómicas. En anemias hipercrómicas HCM esta aumentada. La elevación de HCM puede encontrarse en los déficits de folatos o vitamina B12, el alcoholismo, la disfunción del tiroides y en algunas enfermedades congénitas.  Se calcula dividiendo la masa total de la hemoglobina por la cuenta de RBC. HCM = (Hgb * 10) / RBC.
Un valor normal en seres humanos es de 26.3 a 33.8 picogramos/célula.